# Hofmarschall

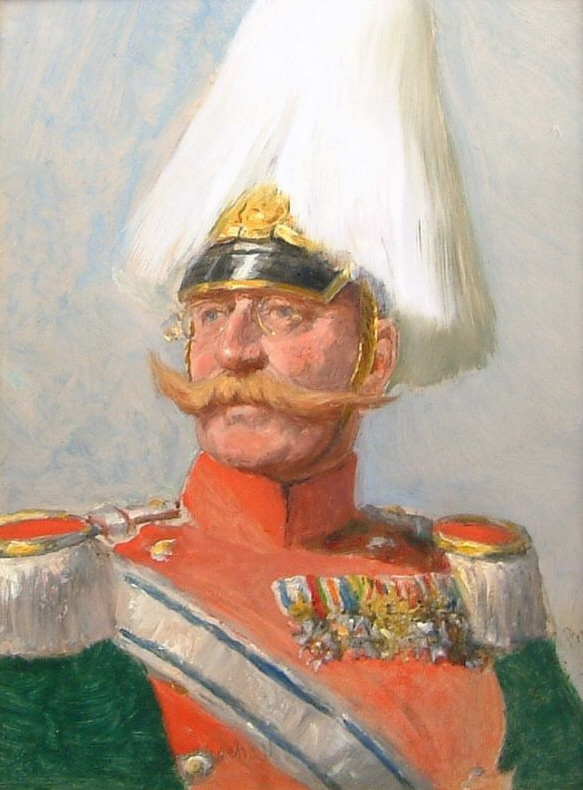
Karl Maria Anton Hartmann (1851–1927), Hofmarschall bei Ludwig Ferdinand von Bayern, Porträt von Louis Braun

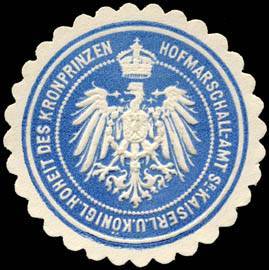
Siegelmarke des Hofmarschalls des preußischen und deutschen Kronprinzen

Der Hofmarschall ist der oberste Verwaltungsbeamte eines fürstlichen Hofes. Er hat alle Wirtschaftseinrichtungen unter seiner Aufsicht und steht dem Hofmarschallamt vor.
In älteren Zeiten wurde jeder Staatsdienst als Hofdienst betrachtet (siehe u. a. Adel, im Russischen heißt der Adel „Dworjanstwo“, also Hofleute), daher tragen noch heute hohe Beamte an den noch existierenden Fürstenhöfen häufig die Titel Marschall, Kanzler oder Minister, die in anderen Ländern an Staatsbeamte oder Militärs übergingen. Die Hofmarschälle gehörten immer dem Adel an und waren oft pensionierte hohe Militärs, zumindest im Range eines Generalmajors.
Zu den Pflichten eines Hofmarschalls gehört die Organisation der Empfänge und Audienzen des Königs und der Königin, ihrer Reisen und Staatsbesuche und die Aufsicht über den königlichen Haushalt. Er organisiert das gesamte Hauswesen des Hofs, die Instandhaltung der Schlösser, trifft Anordnungen für die fürstliche Tafel, die Hofküche und die Kellerei. Bei größeren Hofhaltungen stand an der Spitze des Hofmarschallamts der Oberhofmarschall oder Oberstmarschall, der meist von einem Hofmarschall und Hausmarschall unterstützt wurde.
Am Hof des exilierten Kaisers Wilhelm II. im niederländischen Haus Doorn versah bis 1940 der Hofmarschall Detlof von Schwerin seinen Dienst. In Schweden („hovmarskalksämbete“), Dänemark („hofmarskal“) und in Luxemburg („maréchal de la cour“) existiert das Hofmarschallsamt bis heute.

## Hofmarschälle der brandenburgisch-preußischen Monarchen
- bis 1835 Friedrich Burchard Freiherr von Maltzahn (1773–1837)
- um 1836/39 Ludwig von Massow (1794–1859)
- um 1841/46 Ludwig von Meyerinck (1789–1860)
- um 1848 Iwan Gustav Alexander Graf von Keller (1801–1879)